# Д’Арби, Теренс Трент
Сананда Франческо Майтрейя (полное имя Теренс Трент Ховард; род. 15 марта 1962, Манхэттен, Нью-Йорк), более известный под своим бывшим сценическим псевдонимом Теренс Трент Д’Арби (англ. Terence Trent D'Arby) — американский певец.

## Ранние годы
Родился в Манхэттене, Нью-Йорк, в 1962 году. Вырос со своим отчимом, преподобным Джеймсом Бенджамином Дарби, священником церкви пятидесятников; и Френсис Дарби, госпел-певицей и преподавательницей. В детстве его называли Терри Дарби. Его семья переехала сначала в Нью-Джерси, затем в Чикаго, пока окончательно не обосновалась во Флориде. Он окончил школу DeLand High School, где пел в хоре The Modernaires.
Д’Арби занимался боксом в Орландо и выиграл чемпионат Golden Gloves среди легковесов. Он получил приглашение в боксерскую школу при Армии США, однако его отец настоял на поступлении в колледж. Майтрейя поступил в Университет Центральной Флориды, но бросил учёбу спустя год, добровольно поступив на военную службу в Армию США. Он был распределен в Форт Силл, Оклахома, а затем служил в 3-й вооруженной дивизии рядом с Франкфуртом, Германия. Он был уволен в апреле 1983 года из-за дезертирства. Находясь в Германии, он также работал с группой The Touch, с которой выпустил альбом «Love On Time» в 1984 году. Продюсером альбома был знаменитый Франк Фариан (Boney M., Eruption, Milli Vanilli и т. д.). В 1989 году, в связи с наступившей славой Д’Арби, альбом был переиздан в ремастированной версии под названием «Early Works». В 1986 году он уехал в Лондон, где изредка выступал с группой The Bojangels, после чего подписал контракт со звукозаписывающей компанией CBS Records.

## Слава под именем Теренс Трент Д’Арби
Дебютный альбом 1987 года Introducing the Hardline According to Terence Trent D'Arby — его самая популярная и успешная работа. Благодаря таким хитам, как «If You Let Me Stay», «Wishing Well», «Dance Little Sister» и «Sign Your Name», альбом распространился тиражом более миллиона копий в первые 3 дня, а на сегодняшний день — более 12 млн копий. В марте 1988 года Д’Арби получил за него Грэмми в номинации «Лучшее мужское вокальное исполнение в стиле R&B». В том же году он был номинирован на Soul Train Awards в категории «Лучший новый исполнитель».
Его второй альбом Neither Fish Nor Flesh был выпущен в 1989 году.
Следующий альбом Д’Арби, Symphony or Damn, был выпущен через 4 года, после его переезда в Лос-Анджелес. В альбоме присутствовали такие песни, как «Delicate» и «She Kissed Me». Он попал на четвёртое место в чарте Великобритании.
В 1995 году Д’Арби выпустил альбом Vibrator, после чего отправился в мировое турне.
В 1990-е годы отношения между Д’Арби и руководством Columbia Records начали портиться, и в 1996 году он покинул лейбл. На время он заключил контракт с Java Records, где записал альбом Terence Trent D’Arby’s Solar Return, который не был выпущен. В 2000 году он выкупил права на невыпущенный альбом и покинул рекорд-лейбл и свой менеджмент Lippman Entertainment.
Д’Арби заменял покойного Майкла Хатчинса во время выступления группы INXS на церемонии открытия Олимпийского стадиона в Сиднее 12 июня 1999 года.

## Карьера под именем Сананда Майтрейя
4 октября 2001 года, в результате нескольких увиденных снов, Д’Арби официально изменил имя на Сананда Майтрейя. В одном из интервью он сказал: «Terence Trent D’Arby was dead… he watched his suffering as he died a noble death». Это стало его попыткой творческого перерождения и избавления от того, что он считал жестокой сущностью шоу-бизнеса.
В 2001 году Майтрейя переехал в Мюнхен, Германия, и создал собственную звукозаписывающую компанию Treehouse Pub. В том же году вышел его первый альбом за шесть лет Wildcard (в прошлом Terence Trent D’Arby’s Solar Return), который получил положительные отзывы от критиков. Сначала альбом можно было бесплатно скачать на его сайте, затем он был выпущен на компакт-диске через Universal Music и позже на его собственном рекорд-лейбле.

## Кинокарьера
Д’Арби снялся в двух фильмах, а также в телесериале Shake, Rattle and Roll: An American Love Story, в котором он сыграл Джеки Уилсона
Его музыка была использована в некоторых фильмах и сериалах, среди которых заглавная тема к фильму Фрэнки и Джонни, заключительная тема к фильму Полицейский из Беверли-Хиллз 3 «Right Thing, Wrong Way», которую он написал совместно с продюсерской группой Jimmy Jam & Terry Lewis. Песня «What Shall I Do?» была использована в одном эпизоде телесериала UPN «Подруги». В 2007 году три песни были использованы в фильме Джадда Апатоу Немножко беременна.

## Дискография
| - 1987: Introducing the Hardline According to Terence Trent D'Arby - 1989: Neither Fish Nor Flesh - 1993: Symphony or Damn - 1995: Vibrator - 2001: Wildcard (перевыпущен в 2002 году как Wildcard! — The Jokers' Edition) - 2005: Angels & Vampires - Volume I - 2006: Angels & Vampires - Volume II - 2009: Nigor Mortis - 2010: The Sphinx | - 2002: Greatest Hits - 2006: Collections |

| \| Год \| Название \| Позиции в чартах[1] \| Позиции в чартах[1] \| Позиции в чартах[1] \| Позиции в чартах[1] \| Позиции в чартах[1] \| Позиции в чартах[1] \| \| Год \| Название \| Billboard Hot 100 \| U.S. R&B \| U.S. Dance Club Play \| U.S. Dance Maxi Singles \| U.S. Modern Rock \| UK Singles Chart[2] \| \| ---- \| -------------------------------------------------- \| ------------------- \| ------------------- \| -------------------- \| ----------------------- \| ------------------- \| ------------------- \| \| 1987 \| «If You Let Me Stay» \| 68 \| 19 \| 47 \| 26 \| - \| 7 \| \| 1988 \| «Dance Little Sister» \| 30 \| 9 \| 7 \| 18 \| - \| 20 \| \| 1988 \| «Sign Your Name» \| 4 \| 2 \| 23 \| - \| - \| 2 \| \| 1988 \| «Wishing Well» \| 1 \| 1 \| 7 \| 3 \| - \| 4 \| \| 1989 \| «This Side Of Love» \| - \| - \| - \| - \| - \| - \| \| 1989 \| «To Know Someone Deeply Is To Know Someone Softly» \| - \| 47 \| - \| - \| - \| 55 \| \| 1990 \| «Billy Don’t Fall» \| - \| - \| - \| - \| - \| - \| \| 1993 \| «Do You Love Me Like You Say?» \| - \| - \| - \| - \| - \| 14 \| \| 1993 \| «Delicate» feat. Des'ree \| 74 \| - \| - \| - \| - \| 14 \| \| 1993 \| «She Kissed Me» \| - \| - \| - \| - \| 5 \| 16 \| \| 1993 \| «Let Her Down Easy» \| - \| - \| - \| - \| - \| 18 \| \| 1993 \| «Turn The Page» \| - \| - \| - \| - \| - \| - \| \| 1993 \| Neon Messiah EP \| - \| - \| - \| - \| - \| - \| \| 1995 \| «Holding On To You» \| - \| - \| - \| - \| - \| 20 \| \| 1995 \| «Vibrator» \| - \| - \| - \| - \| - \| 57 \| \| 1995 \| «Supermodel Sandwich» \| - \| - \| - \| - \| - \| - \| \| 2002 \| «O Divina» \| - \| - \| - \| - \| - \| - \| \| 2002 \| «What Shall I Do» \| - \| - \| - \| - \| - \| - \| |                                                    |                   |                  |                      |                         |                  |                  |
| Год | Название                                           | Позиции в чартах  | Позиции в чартах | Позиции в чартах     | Позиции в чартах        | Позиции в чартах | Позиции в чартах |
| Год | Название                                           | Billboard Hot 100 | U.S. R&B         | U.S. Dance Club Play | U.S. Dance Maxi Singles | U.S. Modern Rock | UK Singles Chart |
| 1987 | «If You Let Me Stay»                               | 68                | 19               | 47                   | 26                      | -                | 7                |
| 1988 | «Dance Little Sister»                              | 30                | 9                | 7                    | 18                      | -                | 20               |
| 1988 | «Sign Your Name»                                   | 4                 | 2                | 23                   | -                       | -                | 2                |
| 1988 | «Wishing Well»                                     | 1                 | 1                | 7                    | 3                       | -                | 4                |
| 1989 | «This Side Of Love»                                | -                 | -                | -                    | -                       | -                | -                |
| 1989 | «To Know Someone Deeply Is To Know Someone Softly» | -                 | 47               | -                    | -                       | -                | 55               |
| 1990 | «Billy Don’t Fall»                                 | -                 | -                | -                    | -                       | -                | -                |
| 1993 | «Do You Love Me Like You Say?»                     | -                 | -                | -                    | -                       | -                | 14               |
| 1993 | «Delicate» feat. Des'ree                           | 74                | -                | -                    | -                       | -                | 14               |
| 1993 | «She Kissed Me»                                    | -                 | -                | -                    | -                       | 5                | 16               |
| 1993 | «Let Her Down Easy»                                | -                 | -                | -                    | -                       | -                | 18               |
| 1993 | «Turn The Page»                                    | -                 | -                | -                    | -                       | -                | -                |
| 1993 | Neon Messiah EP                                    | -                 | -                | -                    | -                       | -                | -                |
| 1995 | «Holding On To You»                                | -                 | -                | -                    | -                       | -                | 20               |
| 1995 | «Vibrator»                                         | -                 | -                | -                    | -                       | -                | 57               |
| 1995 | «Supermodel Sandwich»                              | -                 | -                | -                    | -                       | -                | -                |
| 2002 | «O Divina»                                         | -                 | -                | -                    | -                       | -                | -                |
| 2002 | «What Shall I Do»                                  | -                 | -                | -                    | -                       | -                | -                |